# Smooth Le Gout Avec Piano
『Smooth Le Gout Avec Piano』は、日本のア・カペラ ヴォーカルグループ、SMOOTH ACEの1枚目の日本の名曲を集めたカバー・アルバム。2002年5月22日にTOSHIBA EMIからリリースされ、12曲が収録されている。セルフカバー・アルバムの『Smooth La Musique Avec Piano』も同時にリリース。

## 収録曲
すべて、編曲：TEAM SMOOTH ACE、コーラス・アレンジ：SMOOTH ACE]
1. 卒業写真（作詞・作曲：荒井由実）4:38
2. 未来予想図II（作詞・作曲：吉田美和）6:11
3. 新しいシャツ（作詞・作曲：大貫妙子）3:29
4. You Go Your Way（作詞：小山内舞、作曲：豊島吉宏）5:40
5. もう恋なんてしない（作詞・作曲：槇原敬之）4:16
6. RIDE ON TIME（作詞・作曲：山下達郎）3:46
7. TSUNAMI（作詞・作曲：桑田佳祐）5:44
8. 抱きしめたい（作詞・作曲：桜井和寿）5:26
9. ANNIVERSARY（作詞・作曲：松任谷由実）3:56
10. 長い間（作詞・作曲：玉城千春）4:44
11. 駅（作詞・作曲：竹内まりや）5:59
12. X’MAS DAY IN THE NEXT LIFE（作詞：鈴木慶一、作曲：高橋幸宏）4:57

## パーソネル
重住ひろこ、岡村玄、平慎也、李眞姫（vo, cho）／富樫春生（pf）／小原礼（b）

## スタッフ
レコーディング／ミキシング・エンジニア：加藤博実、マスタリング・エンジニア：相川洋一

## 品番
TOCT-24782

## 配信
発売日：2013-7-10